# NGC 4225
NGC 4225 ist eine linsenförmige Galaxie vom Hubble-Typ S0/a im Sternbild Rabe südlich der Ekliptik. Sie ist schätzungsweise 226 Millionen Lichtjahre von der Milchstraße entfernt und hat einen Durchmesser von etwa 45.000 Lichtjahren. 

Im selben Himmelsareal befinden sich u. a. die Galaxien NGC 4188, NGC 4201, NGC 4263.
Das Objekt wurde am 9. März 1828 von John Herschel entdeckt.